# Distretto di Pečers'k
Il distretto di Pečers'k (in ucraino Печерський район?, in russo Печерский район?) è uno dei 10 distretti amministrativi in cui è suddivisa la città di Kiev.

## Storia

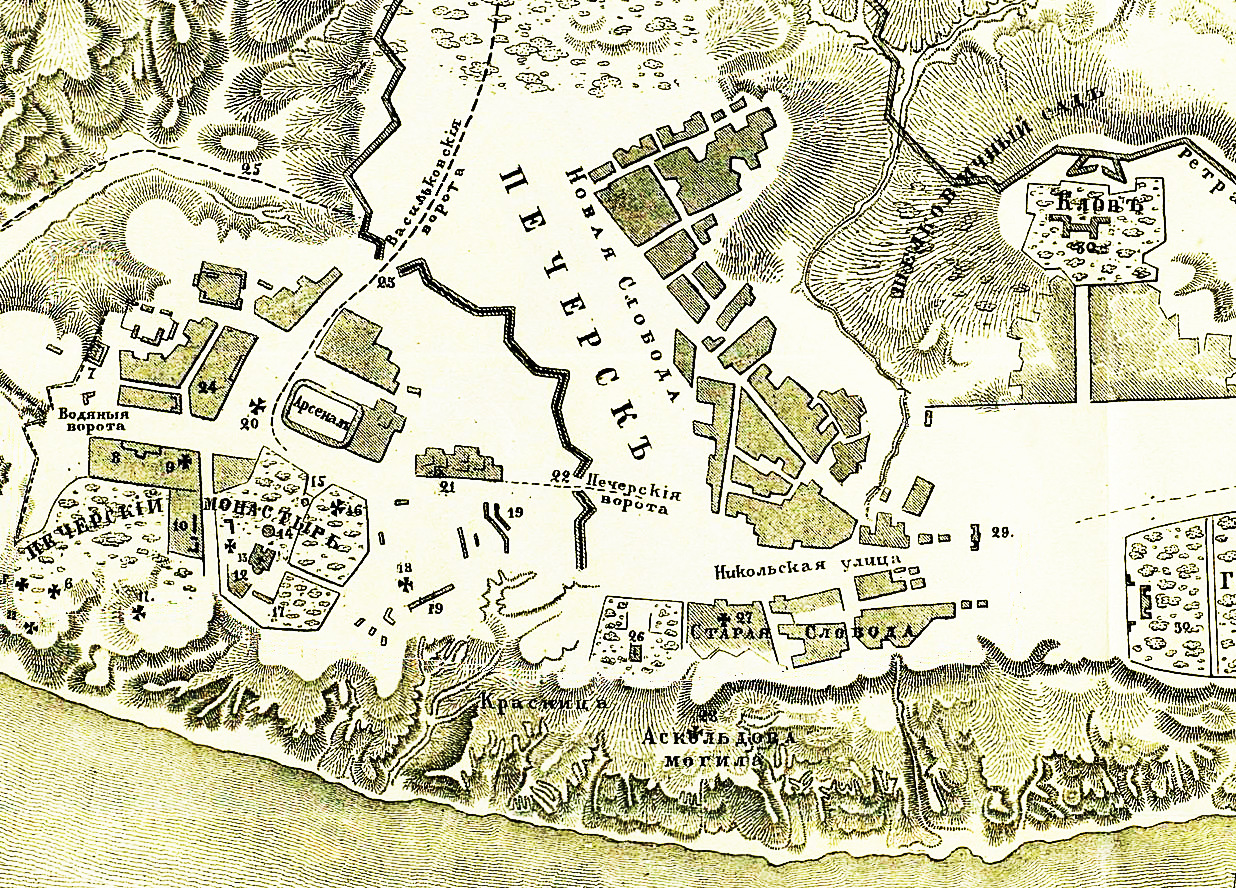
Area del distretto attorno all'inizio del XIX secolo

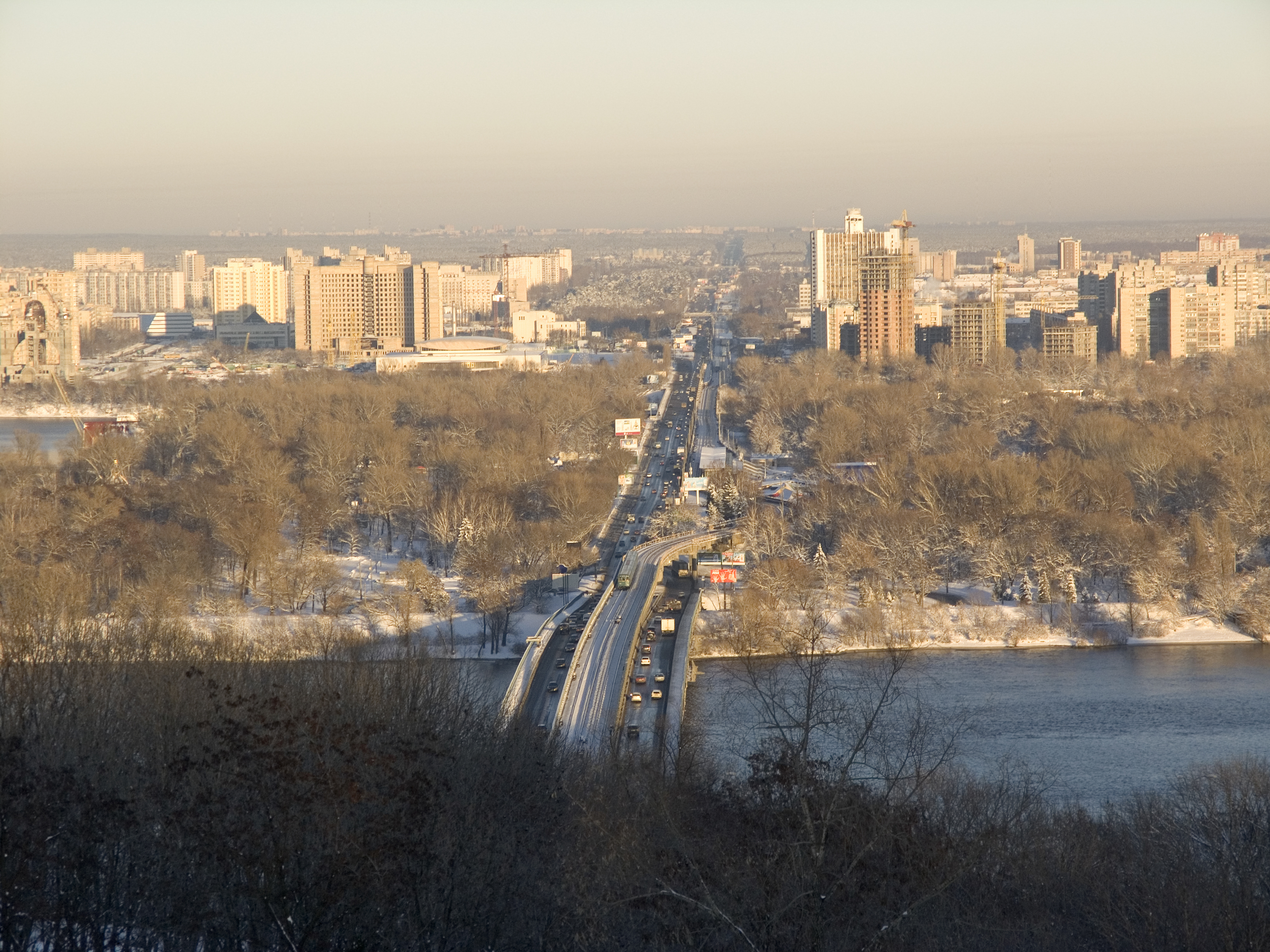
Ponte della metropolitana

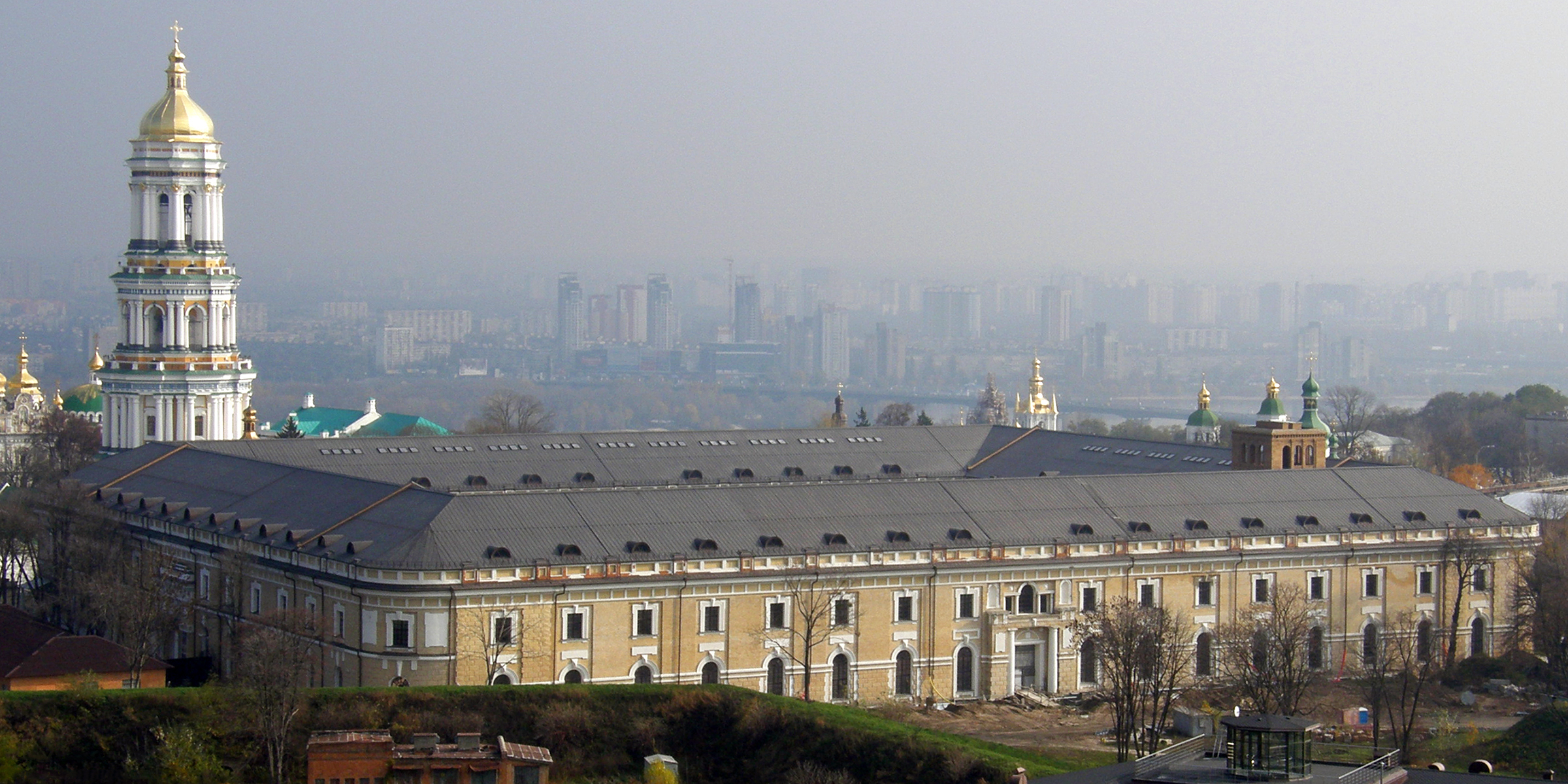
Arsenale Mystec'kyj

L'insediamento urbano di Pečers'k, vicino al monastero delle Grotte di Kiev, fu fondato nel XII secolo e prese il nome recente circa quattro secoli più tardi. Fu a lungo il centro amministrativo della città di Kiev. Durante la guerra sovietico-ucraina nel gennaio 1918  nell'area dell'arsenale Mystec'kyj si svolse lo scontro con le forze dell'Armata Rossa che portò alla resa della città. Da quel momento divenne sempre più il maggiore centro del potere sia cittadino sia nazionale.

## Descrizione
Il distretto di Holosiïv è il distretto di minori dimensioni della capitale ucraina e si trova nella parte centrale di Kiev, sulla riva destra del fiume Dnepr. Ha una superficie di 27 km² con 251026 residenti. Vi si concentrano un numero notevole di importanti edifici storici e legati al governo, alla cultura alla fede reliosa o all'economia come il Palazzo del governo, la Casa delle Chimere, Palazzo Klov, Palazzo Mariinskij, il monastero Vydubyc'kyj e l'Arsenale Mystec'kyj. Vi arriva il ponte della metropolitana.